# Neandertalfynden i Ehringsdorf
Neandertalfynden i Ehringsdorf, i Tyskland kallat Ehringsdorfer Urmenschen, är rester från flera fossil som sedan 1908 har hittats i stenbrotten i Ilmdalen i utkanten av Ehringsdorf där man bryter travertin. Ehringsdorf ligger på 2,4 km avstånd från och är en stadsdel i Weimar.

## Fyndhistoria
1907 hittades för första gången orörda paleolitiska fynd på fyndplatsen i stenbrottet i Ehringsdorf. Sedan gjorde arbetarna i stenbrottet upprepade fynd och 1908–1913 hittades de första mänskliga fragmenten av skallben. 1914 hittades en underkäke i ett stenbrott som kallades Kämpe. 1916 kom delar av en överkropp, en underkäke, tänder och delar av en överkäke av ett barn. 21 september 1925 hittades den mer kända kraniekalotten i ett stenbrott kallat Fischer. Ernst Lindig och hans son Kurt Lindig övervakade bärgningen av fyndet.
Kraniekalotten hittades 1925 tillsammans med troligen kvinnliga delar av ett skelett. Kvarlevorna från Ehringsdorf är fragment av flera (7-9) individer av tidiga neandertalare. Skallen hittades i avlagringarna tillsammans med ben av elefant, noshörningar, hästar och uroxar. Faunan talar för ett varmt klimat. Troligtvis bildades travertinet där fyndet gjordes, under andra halvan av sista interglacialen Eem. Fyndens uppskattade ålder är då cirka 150 000 till 120 000 år. Fossilen är karakteristiska för tidiga neandertalare inklusive storleken på ögonbrynsbågarna, och den långa och låga  hjärnskålen samt den kraftiga underkäken utan haka.

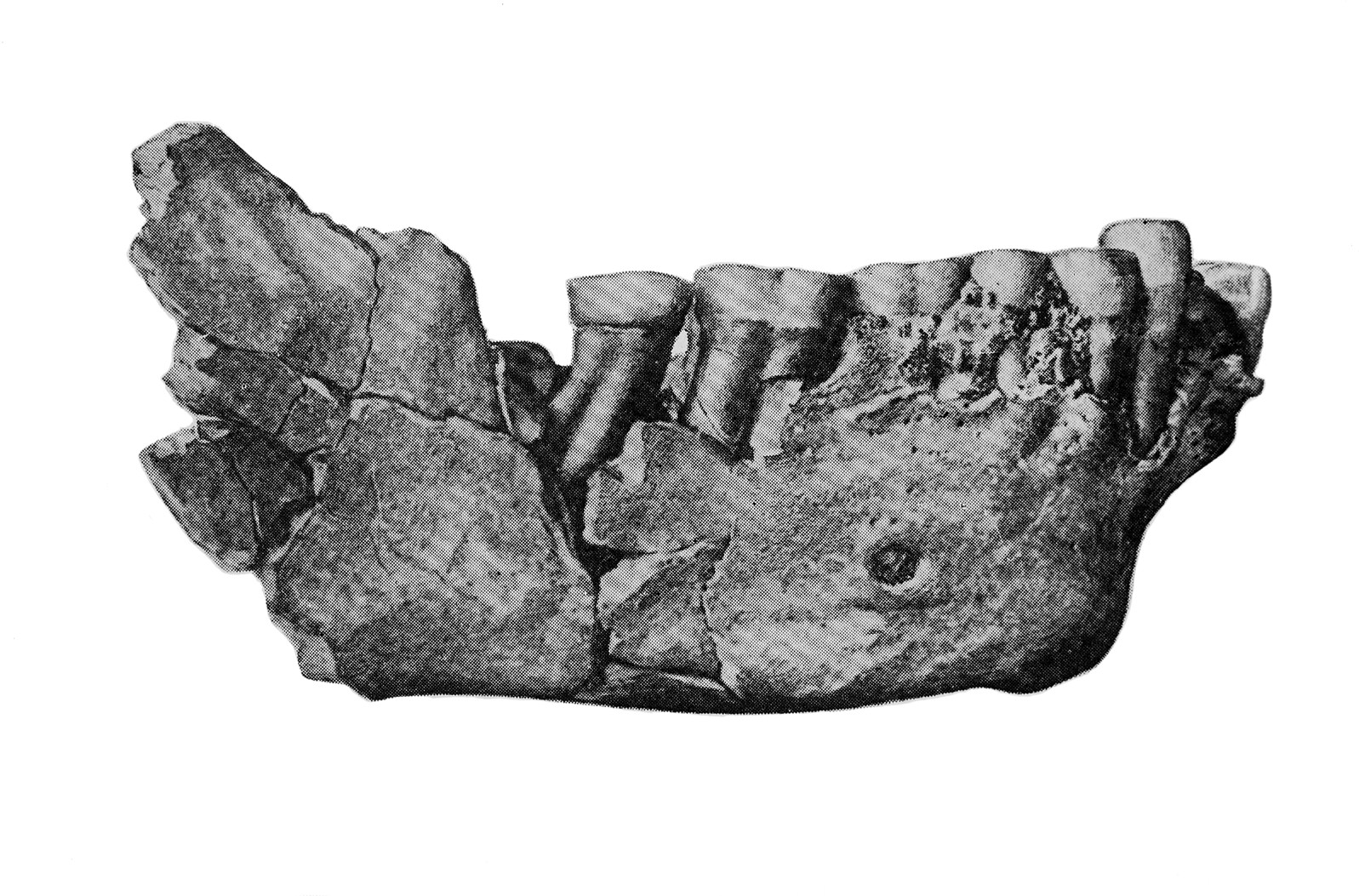
Ehringsdorf G käke (7-13 år gammalt barn)

## Dateringen och klassifikation
Dateringen av de fossila resterna av den 20-30-åriga kvinnan är att fyndet kan vara från sen Eeminterglacial det vill säga tiden för cirka 100 000 år sedan. Fyndet kan också vara från en tidiagre interglacial, det vill säga med en ålder av cirka 250.000 år, alltså i så fall dubbelt så gammalt.  Dateringen av fyndet är omstritt då de radiometriska dateringar är omstridda.  
Richard Klein menar att fossilen från  Ehringsdorf allmänt har accepterats som fynd av neanderthalare i forskarvärlden. Växt- och djurfossil från platsen har oftast tolkats som härrörande från sista interglacialen , syreisotopstadium OIS 5 för 130 000-till 79 000 år sedan, medan uranseriedateringar och ESR mätningar har antytt att kalkstenen bildades under OIS 7 för 242-186 ka sedan. (kilo anno = tusen år).
Skulle den högre åldersangivningen vara korrekt är fyndet bara något yngre än Steinheim fyndet och tillhör i så fall en äldre epok. Fynden från denna tid  har ofta klassificerats som sena Homo heidelbergensis eller förneandertalare. Emanuel Vlček, som undersökte hominidfossilen mellan 1978 och 1982 beskriver drag som han liknar vid äldre, så kallade arkaiska Homo sapiens, men Vlček fann också att fynden kan tillskrivas neandertalarna.

### Fynd i det omgivande landskapet
Kvarlevorna av Ehringsdorf neandertalarna tillhör en rad av fossilfynd och arkeologiska fyndplatser funna i  Weimartrakten.  Anhopningen av fynd i detta området förklaras av att Weimar ligger på den så kallade flintagränsen för Elsteristiden. Ändmoränerna från den första skandinaviska inlandsisen, i geologin benämnd Elster, har sörjt för en anhopning av på ytan transporterade flinta, som var det viktigaste stenmaterialet vid redskapstillverkning. Dessutom gynnade bildningen av travertinet i området bevarande av boplatser och fossila ben i området.

## Ehringsdorf skalle H

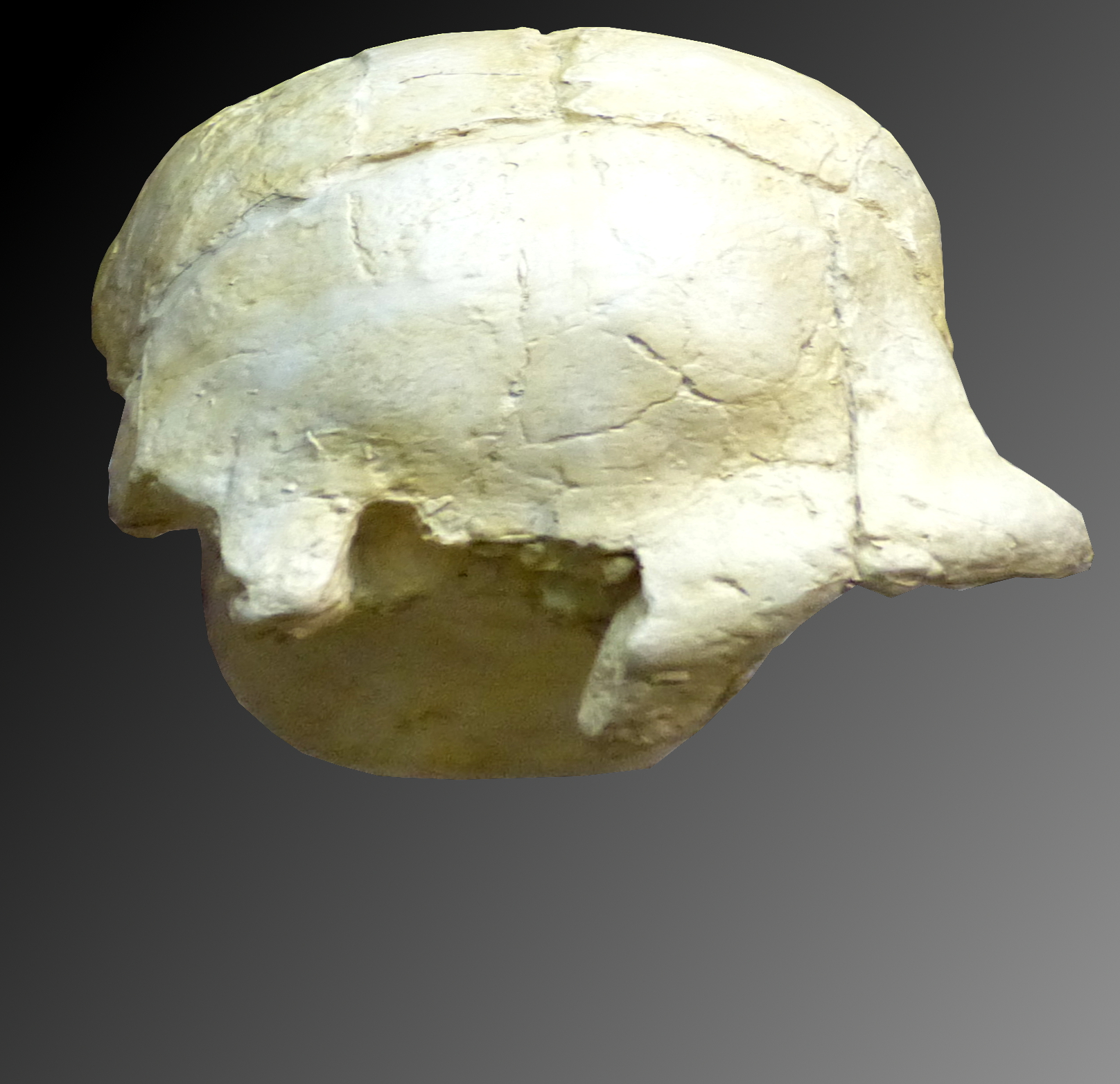
Ehringsdorf H skalle överdel, biologisk ålder obestämd

1928 publicerade den tyske antropologen  Franz Weidenreich Der Schädelfund von Weimar-Ehringsdorf, där han beskrev fyndet Ehringsdorf H (eller Ehringsdorf 9). Fyndet var en kraniekalott efter en vuxen kvinna. Weidenreich menade att os frontale på skallen hade märken av våld  och att individen blivit avsiktligt dödad. Han konstaterade också att avsaknaden av kraniebasen visade att skallen hade öppnats för att kunna komma åt hjärnan. Lämningarna efter neandertalkvinnan var så fragmentariska att Weidenreichs påstående inte fick stor uppmärksamhet i samtiden. Baserat på slutningen av suturerna mellan skallbenen som är åldersberoende, föreslog Weidenreich att fossilen tillhört en kvinna 20-30 år gammal vid döden. Slutsatsen att Ehringsdorf H  var en kvinna drog Weidenreich av de små muskelfästena på de andra ben som hittades i anslutning till skallbenen. Skallen hade liksom de förut funna fossilen på platsen klara ålderdomliga drag liknande fossilfynd från tiden för 300 000 år sedan. Det fanns också kranialdelar som verkade likna den anatomiskt moderna människan speciellt i occipitalbenen.Hjärnskålsvolymen för ett fullständigt kranium av skalle H har uppskattats till 1450 cm3.
Skallen var onormal i det att den var mer böjd utåt i vänstra hemisfären. Weidenreich menade att det har hänt efter döden i lagret där skallen hittades. Weidenreich ansåg också att variationer i skallens tjocklek var avvikande.
Den skotske antropologen  Arthur Keith studerade skallen 1931 och drog slutsatsen att skallen tillhört en individ yngre än 20 år.